# Rifugio Barmasse
Il rifugio Barmasse è un rifugio situato nel comune di Valtournenche (Aosta), nell'omonima valle, a 2.169 m s.l.m.

## Storia
Il rifugio è stato inaugurato nel 1965.

## Caratteristiche e informazioni
Il rifugio è costruito nei pressi del lago di Cignana ed è di proprietà privata.
Si trova lungo il percorso dell'alta via della Valle d'Aosta n. 1.

## Accessi
L'accesso avviene normalmente a piedi partendo normalmente dalla frazione Valmartin  (1.495 m) di Valtournenche. Solo in alcune occasioni è possibile raggiungerlo in auto partendo dalla strada interpoderale di Torgnon.
È anche possibile partire (a piedi) dalla frazione di Valtournenche Les Perrères e raggiungere il rifugio passando per la Finestra di Cignana  (2445 m).

## Ascensioni
Gli itinerari alpinistici per le montagne circostanti partono normalmente dal rifugio Perucca-Vuillermoz. È comunque possibile utilizzare il rifugio Barmasse come punto di appoggio per le escursioni che conducono al bivacco Manenti, al rifugio Perucca-Vuillermoz e al bivacco Rivolta (2890 m). Si può anche raggiungere il lago di Balanselmo (2.750 m) e il lago del Dragone (2878 m).

## Traversate
- Rifugio Oratorio di Cunéy - 2.652 m - attraverso la Fenêtre de Tzan (2.734 m)